# Locaute da NBA de 1995
O Locaute da NBA de 1995 foi o primeiro locaute da história da NBA. Ele ocorreu na temporada 1995-96 e se prolongou do dia 1º de julho de 1995 ao dia 12 de setembro do mesmo ano, quando proprietários e jogadores chegaram a um acordo que permitiu abrir as quadras no dia 18 de setembro.
Embora grande parte da pré-temporada tenha sido cancelada, a competição começou na data prevista, dia 3 de novembro. Durante mais de um mês as partidas foram disputadas sem árbitros profissionais, já que o acordo foi firmado em dezembro.